# Karel Josef ze Salm-Reifferscheidtu
Karel Josef ze Salm-Reifferscheidtu (německy Karl Joseph von Salm-Reifferscheidt, 3. dubna 1750 Vídeň – 16. června 1838 Vídeň) byl moravský šlechtic, komoří a říšský kníže.

## Život
Karel Josef Salm se narodil ve Vídni 3. dubna 1750 jako syn Antonína Karla ze Salm-Reifferscheidtu, držitele Řádu zlatého rouna a jeho manželky Rafaely z Rogendorfu. 
Studoval filozofii, práva a architekturu v Paříži, kde se seznámil s osvícenstvím a zednářstvím. Když zemřel jeho otec, bylo mu teprve 19 let. Jeho starší bratr Xaver, který byl duchovním, se zřekl majetku ve prospěch Karla. Karel se tak stal jediným majitelem statků Rájec, Blansko a Jedovnice. Kromě toho se staral o zděděné statky v Ardenách. Jeho první manželka Pavlína roku 1791 zemřela a on se znovu oženil s Marií Antonií Paarovou.
Na svých panstvích začal budovat průmysl a železářství, na což mohl navázal jeho syn Hugo František. Zastával úřad komořího a majestátem ze dne 9. října 1790 byl povýšen do stavu říšských knížat. K této události si nechal zhotovit knížecí korunu, která je v současnosti po svatováclavské koruně jedinou další panovnickou korunou na českém území. Na Moravu přenesl zednářské hnutí a stal se jeho čelným představitelem.
Jeho panství na Moravě utrpěla velké škody za napoleonských válek, kraji se nevyhnulo pustošení francouzských vojsk na přelomu roku 1805–1806 a poté v roce 1809. Jeho panství se ocitlo ve finanční tísni a tak 8. září 1811 převzal celý rodový majetek mladý a dravý syn Hugo František.

## Rodina
S první manželkou Marií Františkou z Auerspergu (11. 12. 1752 – 13. 9. 1791), dcerou Karla Josefa Antonína z Auerspergu a hraběnky Marie Josefy z Trautsonu se oženil ve Vídni 8. června 1775. Marie Františka porodila dvojčata, ale jeden z chlapců brzy zemřel.
- Hugo František (1. 4. 1776 Vídeň – 31. 3. 1836 Vídeň)[1] manž. 1802 hraběnka Marie Josefa McCaffry z Keanmore (21. 3. 1775 Molsheim – 24. 4. 1836 Vídeň)
- František Antonín (1. 4. 1776 Vídeň), zemřel téhož roku [3]

S druhou manželkou Marií Antonií z Paaru (5. 12. 1768 – 25. 10. 1838) se oženil 1. května 1792, jejich manželství však bylo bezdětné.